# 一日市場站
一日市場站（日语：／ Hitoichiba eki */?）是位於長野縣安曇野市三鄉明盛，東日本旅客鐵道（JR東日本）的大糸線車站。車站編號是37。

## 歷史
- 1915年（大正4年）

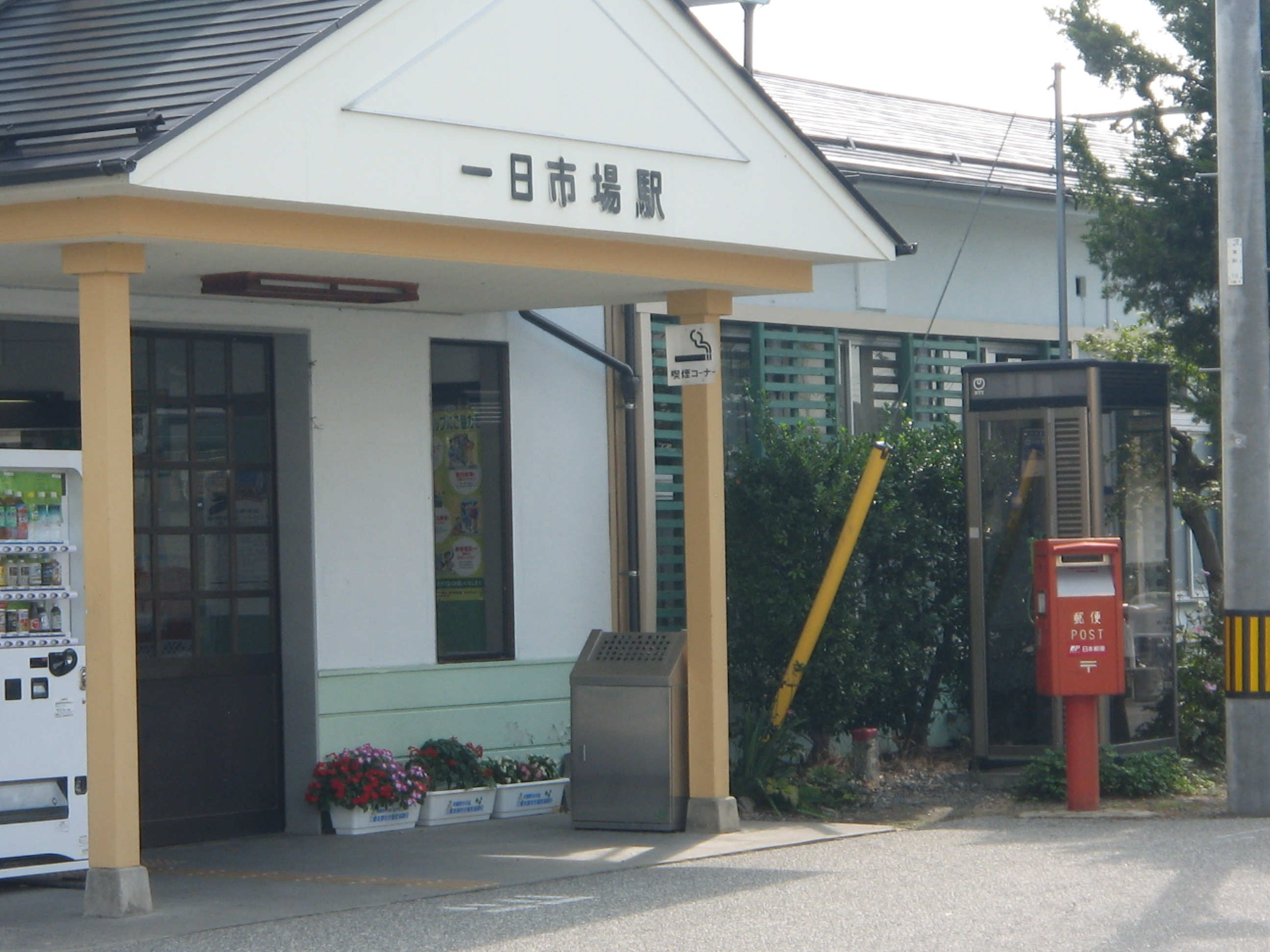
舊車站大樓

  - 1月6日：信濃鐵道（日语：信濃鉄道） 松本市站（現時：北松本站）至豐科站之間開通，此站啟用。當時車站名為明盛駅（日语：／）[2]。
  - 4月5日：南松本站（鐵道院松本站內）至北松本站之間開通[2]，開始貨物連接運輸[4]。
  - 5月1日：車站改名為一日市場站[5]。
- 1916年（大正5年）9月18日：南松本站與松本站合併（共構與共站），開始設有旅客連接運輸[2]。
- 1926年（大正15年）1月8日：信濃鐵道全線電氣化，旅客列車使用電動列車[2]。
- 1937年（昭和12年）6月1日：信濃鐵道被國有化，成為大糸南線[6]。
- 1957年（昭和32年）8月15日：中土站至小瀧站之間開通，全線開通並改名為大糸線[2]。
- 1960年（昭和35年）9月：松本站至信濃大町站之間的貨物列車電氣化[7]。
- 1987年（昭和62年）4月1日：伴隨國鐵分割民營化，車站由東日本旅客鐵道（JR東日本）營運[8][9]。
- 2017年（平成29年）12月16日：新車站大樓開始使用[10]。

## 車站構造
車站是一座地面車站，設有1面2線島式月台，可進行列車交會。在車站大樓一方設有側線和保存路軌的地方。
此站是由豐科站管理的業務委託車站，委托長鐵開發負責車站業務。此站設有POS終端。在黃昏後和早上前均沒有車站職員當值。
在2017年，車站大樓進行重建，新大樓是一座使用長野縣產的檜木建成的木造建築物。屋頂只有單向斜面。車站大樓以「北阿爾卑斯風」作為主題。舊車站大樓在車站啟用時已經存在，並已經使用100年以上。

### 月台
| 月台 | 路線    | 上下行 | 方向               |
| ---- | ------- | ------ | ------------------ |
| 1    | ■大糸線 | 下行   | 信濃大町、白馬方向 |
| 2    | ■大糸線 | 上行   | 松本方向           |

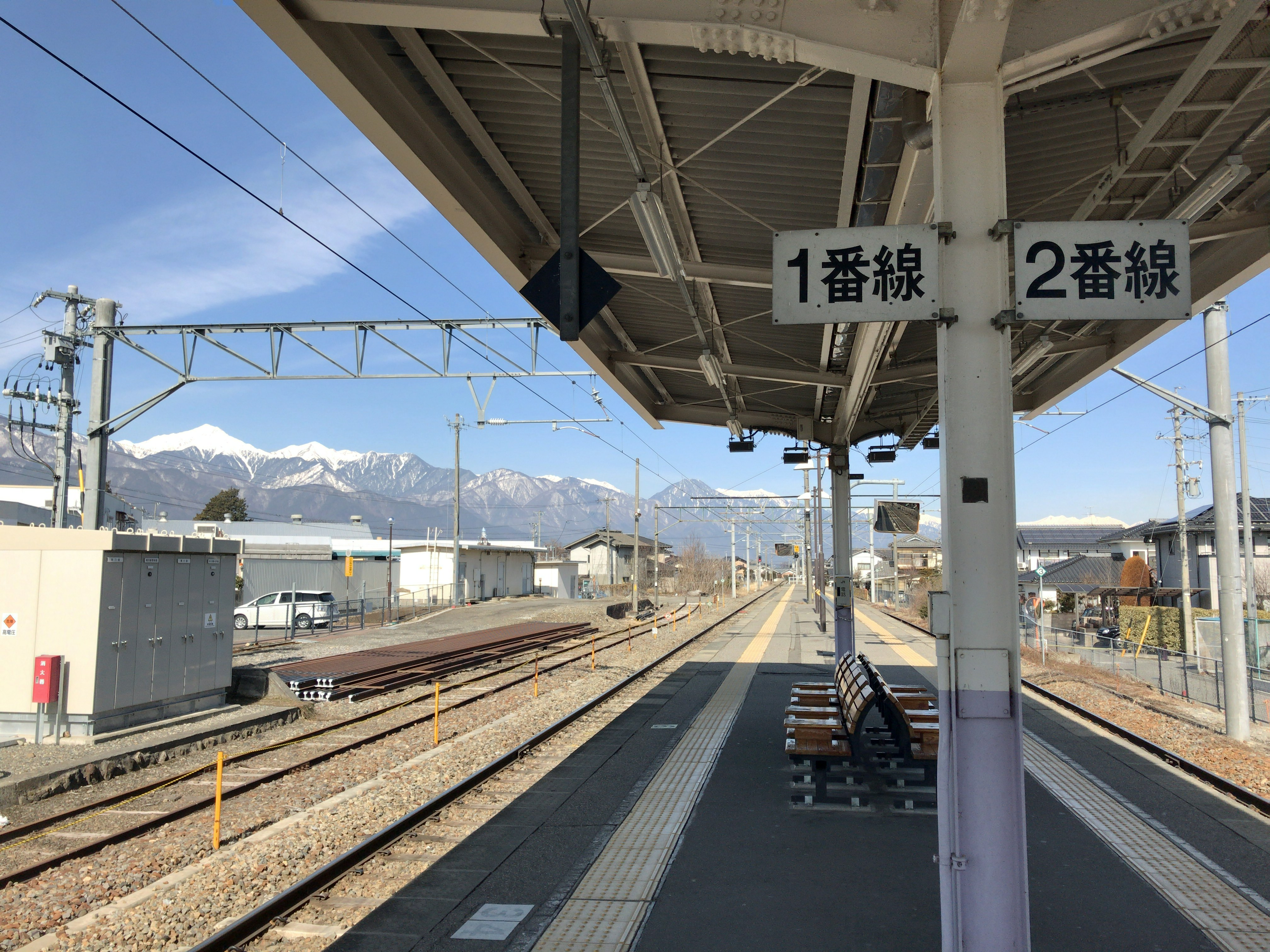
月台
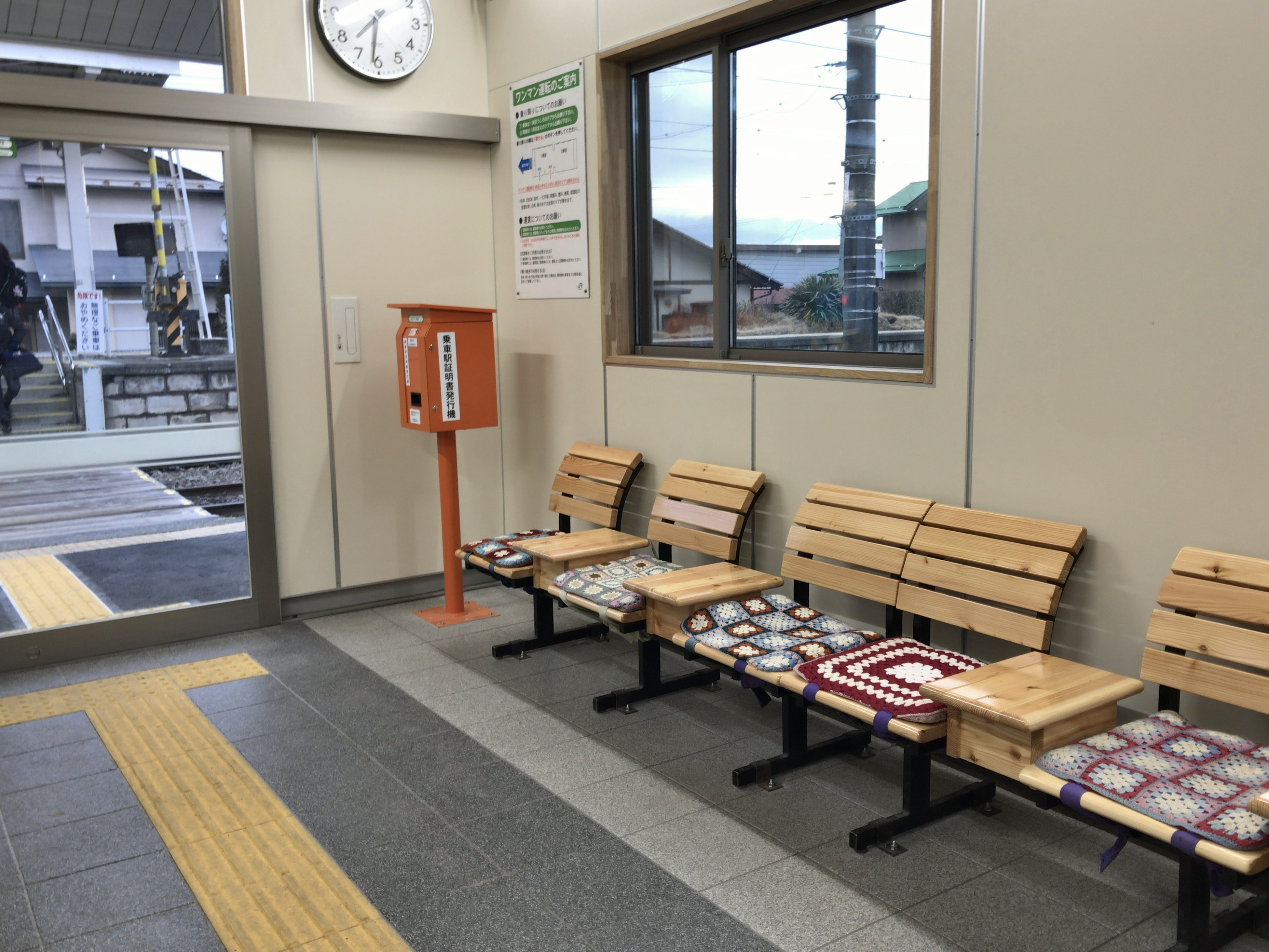
候車室
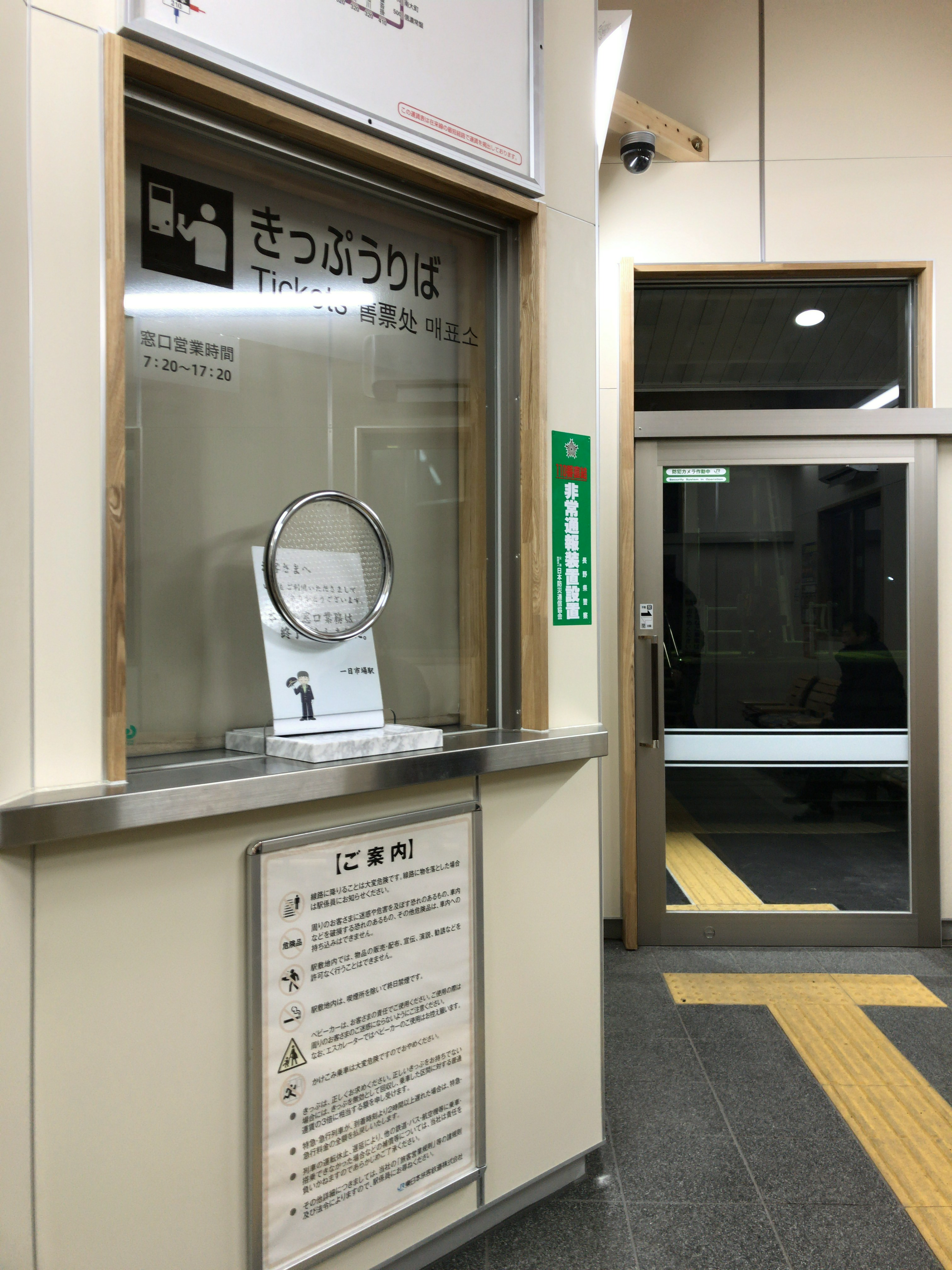
售票處
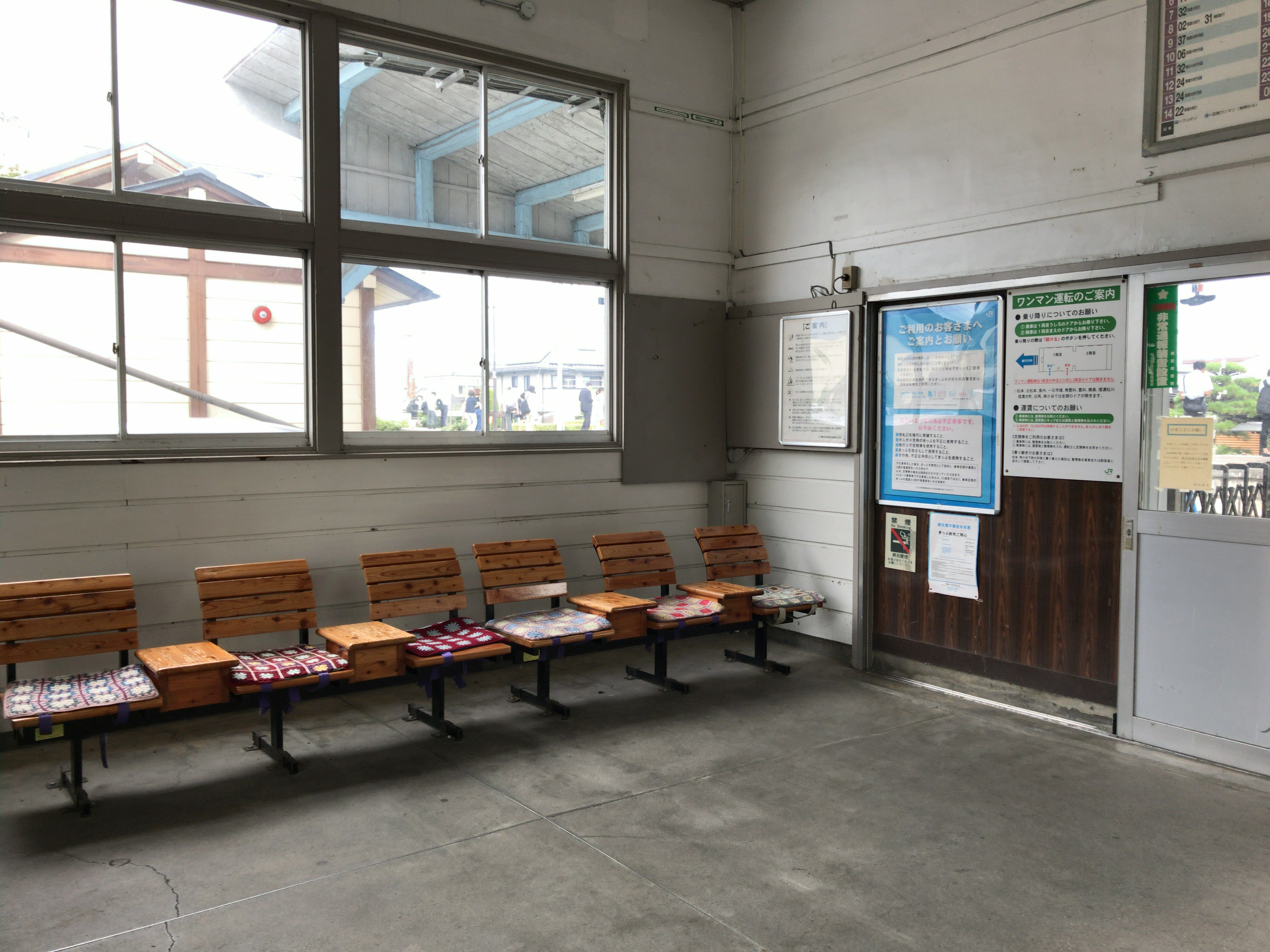
舊車站大樓候車室
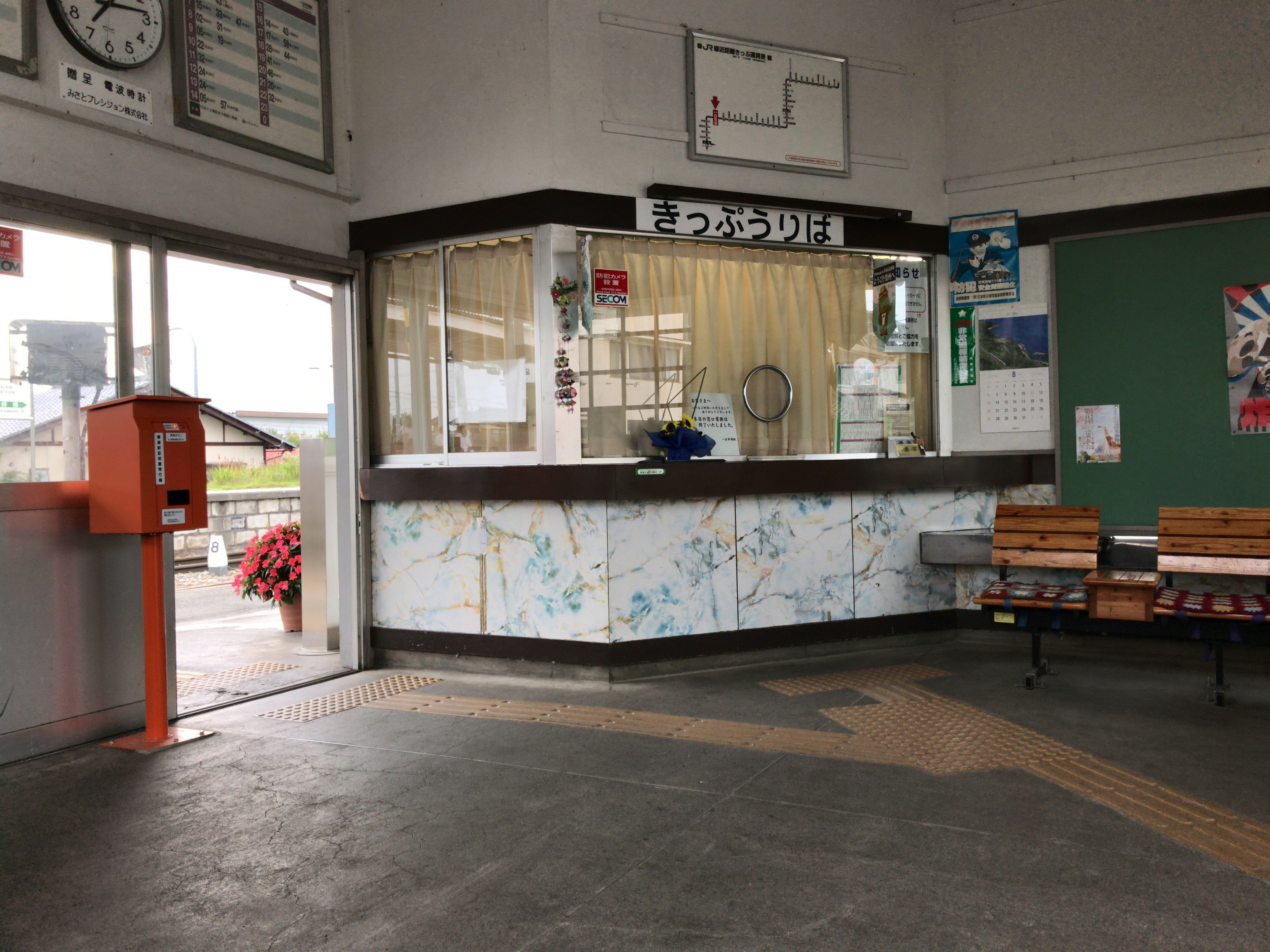
舊車站大樓售票處

## 使用狀況
根據「JR東日本」資料，在2019年度（令和元年度）的1日平均乘車人次為775人。
以下為近年乘車人次變化：
| 乘車人次變化       | 乘車人次變化     | 乘車人次變化    |
| 年度               | 1日平均 乘車人次 | 參考資料        |
| ------------------ | ---------------- | --------------- |
| 2000年（平成12年） | 912              | [ 利用客数 2 ]  |
| 2001年（平成13年） | 910              | [ 利用客数 3 ]  |
| 2002年（平成14年） | 882              | [ 利用客数 4 ]  |
| 2003年（平成15年） | 851              | [ 利用客数 5 ]  |
| 2004年（平成16年） | 819              | [ 利用客数 6 ]  |
| 2005年（平成17年） | 816              | [ 利用客数 7 ]  |
| 2006年（平成18年） | 807              | [ 利用客数 8 ]  |
| 2007年（平成19年） | 808              | [ 利用客数 9 ]  |
| 2008年（平成20年） | 793              | [ 利用客数 10 ] |
| 2009年（平成21年） | 757              | [ 利用客数 11 ] |
| 2010年（平成22年） | 773              | [ 利用客数 12 ] |
| 2011年（平成23年） | 798              | [ 利用客数 13 ] |
| 2012年（平成24年） | 813              | [ 利用客数 14 ] |
| 2013年（平成25年） | 818              | [ 利用客数 15 ] |
| 2014年（平成26年） | 783              | [ 利用客数 16 ] |
| 2015年（平成27年） | 777              | [ 利用客数 17 ] |
| 2016年（平成28年） | 762              | [ 利用客数 18 ] |
| 2017年（平成29年） | 763              | [ 利用客数 19 ] |
| 2018年（平成30年） | 783              | [ 利用客数 20 ] |
| 2019年（令和元年） | 775              | [ 利用客数 1 ]  |

## 車站周邊
- 三鄉郵局
- JA安曇野（日语：あづみ農業協同組合）明盛分所
- 長野縣道321號中堀一日市場停車場線（日语：長野県道321号中堀一日市場停車場線）
- 奧姆斯比科羅林本鋪（日语：おむすびころりん本舗）總部暨工場

## 相鄰車站
東日本旅客鐵道（JR東日本）
■大糸線
□快速（只有上行1班）、■普通
梓橋（38）－一日市場（37）－中萱（36）

## 注腳

### 使用狀況
1. 1 2  各駅の乗車人員（2019年度） （页面存档备份，存于）（日語） - 東日本旅客鐵道
2. ↑  各駅の乗車人員（2000年度） （页面存档备份，存于）（日語） - 東日本旅客鐵道
3. ↑  各駅の乗車人員（2001年度） （页面存档备份，存于）（日語） - 東日本旅客鐵道
4. ↑  各駅の乗車人員（2002年度） （页面存档备份，存于）（日語） - 東日本旅客鐵道
5. ↑  各駅の乗車人員（2003年度） （页面存档备份，存于）（日語） - 東日本旅客鐵道
6. ↑  各駅の乗車人員（2004年度） （页面存档备份，存于）（日語） - 東日本旅客鐵道
7. ↑  各駅の乗車人員（2005年度） （页面存档备份，存于）（日語） - 東日本旅客鐵道
8. ↑  各駅の乗車人員（2006年度） （页面存档备份，存于）（日語） - 東日本旅客鐵道
9. ↑  各駅の乗車人員（2007年度） （页面存档备份，存于）（日語） - 東日本旅客鐵道
10. ↑  各駅の乗車人員（2008年度） （页面存档备份，存于）（日語） - 東日本旅客鐵道
11. ↑  各駅の乗車人員（2009年度） （页面存档备份，存于）（日語） - 東日本旅客鐵道
12. ↑  各駅の乗車人員（2010年度） （页面存档备份，存于）（日語） - 東日本旅客鐵道
13. ↑  各駅の乗車人員（2011年度） （页面存档备份，存于）（日語） - 東日本旅客鐵道
14. ↑  各駅の乗車人員（2012年度） （页面存档备份，存于）（日語） - 東日本旅客鐵道
15. ↑  各駅の乗車人員（2013年度） （页面存档备份，存于）（日語） - 東日本旅客鐵道
16. ↑  各駅の乗車人員（2014年度） （页面存档备份，存于）（日語） - 東日本旅客鐵道
17. ↑  各駅の乗車人員（2015年度） （页面存档备份，存于）（日語） - 東日本旅客鐵道
18. ↑  各駅の乗車人員（2016年度） （页面存档备份，存于）（日語） - 東日本旅客鐵道
19. ↑  各駅の乗車人員（2017年度） （页面存档备份，存于）（日語） - 東日本旅客鐵道
20. ↑  各駅の乗車人員（2018年度） （页面存档备份，存于）（日語） - 東日本旅客鐵道

## 外部連結
- 車站資訊（一日市場）：東日本旅客鐵道（日語）